# Ursulinas del Santísimo Crucificado
La Congregación de Hermanas Ursulinas del Santísimo Crucificado (en italiano: Istituto delle Suore Orsoline del Santissimo Crocifisso) es un congregación religiosa católica femenina, de vida apostólica y de derecho pontificio, fundada en 1921 por la religiosa italiana Maria Di Gergorio, en Castellammare del Golfo. A las religiosas de este instituto se les conoce como Ursulinas del Crucificado, y posponen a sus nombres las siglas O.SS.C.

## Historia
La congregación fue fundada por la presidenta de la Compañía de Santa Úrsula de Palermo, Maria Di Gergorio el 2 de julio de 1921, en Castellammare del Golfo, para el ejercicio de diversas obras de caridad.
El instituto recibió la aprobación como congregación religiosa de derecho diocesano por el obispo de Mazara, Nicola Maria Audino, el 19 de julio de 1930. Fue agregado a la Congregación de la Pasión, por lo tanto pertenecen a la Familia pasionista. El papa Juan XXIII, elevó el instituto a congregación religiosa de derecho pontificio, mediante decretum laudis del 1 de junio de 1961.

## Organización
La Congregación de Hermanas Ursulinas del Santísimo Crucificado es un instituto religioso de derecho pontificio y centralizado, cuyo gobierno es ejercido por una superiora general. La sede central se encuentra en Palermo (Italia).
Las Ursulinas pasionistas se dedican a diversas obras de caridad, especialmente a la atención de ancianos, casas de reposo y acogida para mendigos, hospitales, entre otras. En 2017, el instituto contaba con 45 religiosas y 8 comunidades, presentes en Brasil, Italia y México.